# 옥천 죽향리사지 삼층석탑
옥천 죽향리사지 삼층석탑(沃川 竹香里寺址 三層石塔)은 충청북도 옥천군 옥천읍, 죽향초등학교에 있는 고려시대의 삼층석탑이다. 2002년 10월 21일 충청북도의 문화재자료 제51호로 지정되었다.

## 문화재 개요
이 삼층석탑은 높이 291cm, 폭 92cm로 고려후기때 세워진 것으로 전해지고 있다. 전체적인 형태나 세부수법으로 보아 고려후기에 조성된 것으로 추정되며 신라석탑의 양식을 이어받아 변형된 고려시대 석탑의 전형적인 특징을 보여주고 있는 석탑으로 종교적·예술적 가치가 크다.
이 석탑은 원형에 가깝게 잘 보존돼 있으며 고려후기에 조성된 매우 고준한 느낌을 주는 석탑이다.

## 지정 경위
2002년 7월 27일 충청북도 문화재위원회 제1분과 심의위원회에서 문화재 지정가치가 있는 것으로 평가돼 문화재 지정예고를 거쳐 문화재위원회에서 최종 확정되었다. 문화재 관리자는 옥천교육청이다.

## 현지 안내문
이 탑은 죽향리 탑선골의 절터에 있던 것으로, 일제강점기에 죽향초등학교 교정으로 옮겼다. 소형의 석탑이지만 단층의 기단부 위에 3층의 탑신부와 복발·보주로 이루어진 상륜부를 갖추고 있어 거의 원래의 형태에 가깝다. 기단은 하나의 돌로 조성되었는데 건물 모퉁이에 세운 기둥인 우주와 쓰러지지 않도록 받치는 기둥인 탱주가 표현되었을 뿐 다른 장식은 없고, 기단갑석의 윗면에는 1단의 돌출부를 두어 탑신부를 받치도록 하였다. 1층의 몸돌에는 각 면마다 우주를 그대로 본떠 새겼으며 전면에는 문짝을 음각으로 표현하였다. 2, 3층의 몸돌에는 우주가 표현되지 않았고 3층에는 신주를 모셔 두는 감실이 마련되었다. 탑의 형태는 전체적으로 매우 마르고 길쭉한 모습으로 고려 후기에 조성된 것으로 추정되며, 크기는 전체 높이 291cm, 기단 폭 92cm이다.

## 같이 보기
- 삼층석탑
- 죽향초등학교

## 참고 자료
- 옥천 죽향리사지 삼층석탑 - 국가유산청 국가유산포털